# Фенікс (журнал)
«Фенікс» — неперіодичний журнал Товариства Української Студіюючої Молоді ім. Міхновського. Виходив з 1951 по 1970 роки (16 випусків). Спочатку друкувався в Мюнхені, а згодом у США. Головні редактори: В. Маркусь, М. Кравчук, К. Савчук і М. Богатюк.